# Edwards-Inseln (Amundsenbucht)
Die Edwards-Inseln sind eine Inselgruppe vor der Westküste des ostantarktischen Enderbylands. Sie liegen 5 km südwestlich des Mount Oldfield im östlichen Teil der Amundsenbucht.
Luftaufnahmen, die 1956 im Rahmen der Australian National Antarctic Research Expeditions entstanden, dienten ihrer Kartierung. Das Antarctic Names Committee of Australia benannte sie nach Thomas A. Edwards, Dieselaggregatmechaniker auf der Wilkes-Station im Jahr 1960.